# Stazione sperimentale per le industrie degli oli e dei grassi
45°28′29.6″N 9°13′35.3″E

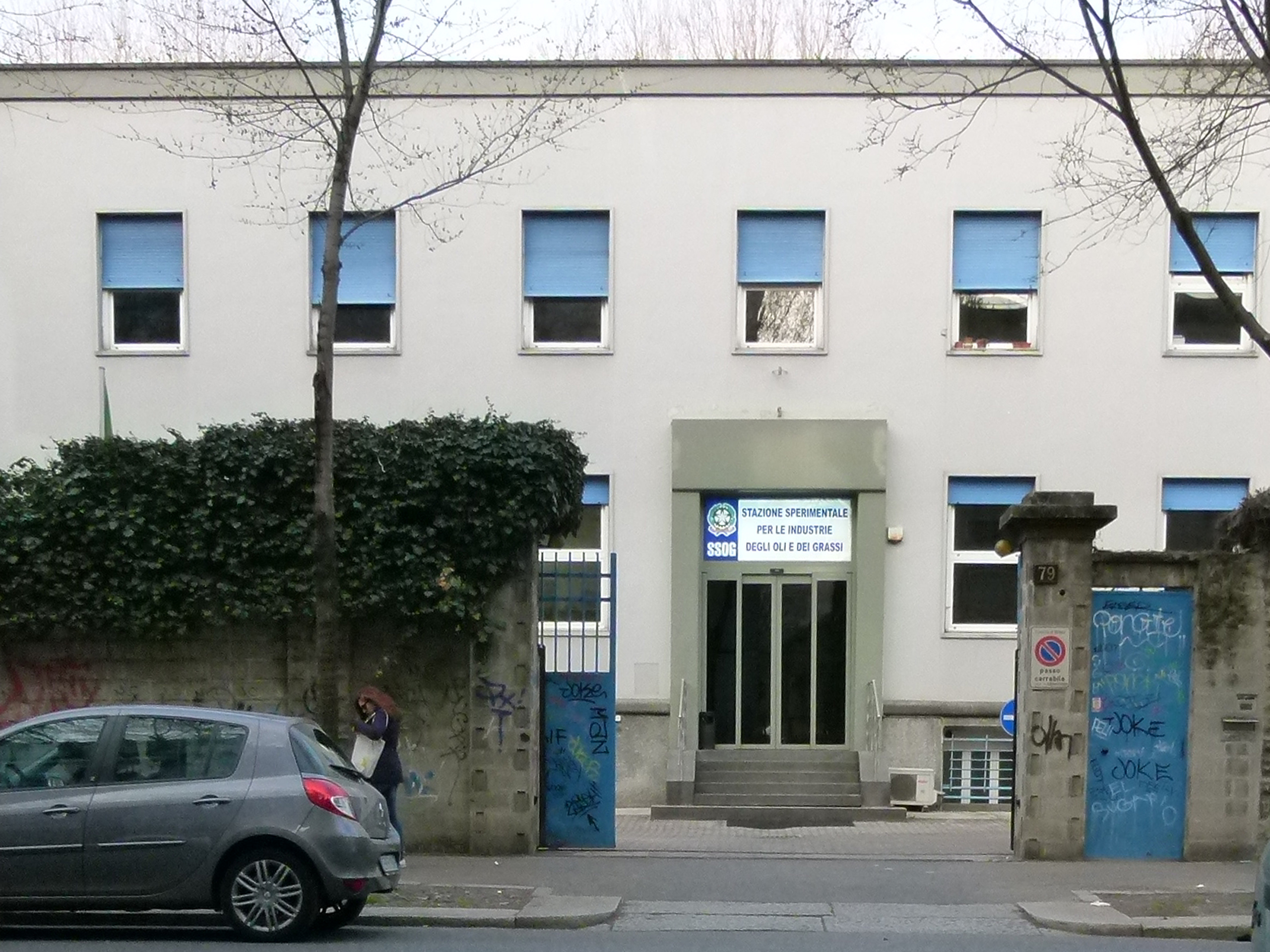
La sede della stazione sperimentale

La Stazione sperimentale per le industrie degli oli e dei grassi (SSOG) è una azienda speciale della Camera di commercio di Milano con sede nella stessa città, in via Giuseppe Colombo 79.
Scopo della SSOG è la ricerca scientifica applicata al settore oli e grassi.

## Storia
La Stazione trae le sue origini dalla fondazione, nel 1904, per volontà industriale, della Scuola-Laboratorio per le Industrie dei grassi in genere, dei saponi, delle candele, degli oli, delle vernici presso il Politecnico di Milano.
Istituita con decreto legislativo luogotenenziale 02/02/1919, n. 637. La Stazione, con decreto legislativo 29 ottobre 1999, n. 540 è stata successivamente trasformata in ente pubblico economico.
Il decreto attuativo della legge n. 99 del 23 luglio 2009 sul riordino delle Stazioni Sperimentali per l'Industria è stato superato dalla manovra economica straordinaria del maggio 2010 (Decreto-legge 78/2010) che prevede la soppressione di tutte le Stazioni Sperimentali. I compiti e attribuzioni della SSOG sono passati alla Camera di commercio di Milano.
Il decreto interministeriale attuativo del 1º aprile 2011 ha fissato i tempi e modalità di trasferimento dei compiti e delle attribuzioni, del personale e delle risorse strumentali e finanziarie della soppressa SSOG alla rispettiva Camera di commercio.
Dal 1º ottobre 2011 la Stazione, le altre tre stazioni sperimentali presenti a Milano e la ex azienda speciale Innovhub, confluiscono nell'azienda speciale Innovhub Stazioni sperimentali per l'industria (ISSI).
La legittimità giuridica della costruzione ad hoc delle Aziende speciali, quali soggetti giuridici nei quali far confluire direttamente i dipendenti delle soppresse Stazioni Sperimentali è stata rigettata dalla sentenza pronunciata il 5 aprile 2013 dal Giudice del lavoro del Tribunale di Nocera Inferiore, nel ricorso presentato dai dipendenti della sede periferica della SSICA situata ad Angri, nei confronti della CCIAA di Parma. Accertati e dichiarati trasferiti ope legis i rapporti di lavoro subordinato a tempo indeterminato, intercorrenti tra i ricorrenti e la soppressa Stazione Sperimentale SSICA, alla Camera di Commercio di Parma, a decorrere dall'entrata in vigore del D.L. 31.05.2010 n.78.

## Struttura
La struttura della SSOG si articola nei moduli così denominati:
- oli e grassi
- detergenti e tensioattivi
- cosmetica
- pitture e vernici
- oli minerali e lubrificanti
- tecnologie

## Attività
Le attività svolte dalla SSOG si possono raggruppare in:
- ricerca scientifica applicata
- prove e consulenze su materiali, prodotti e processi
- formazione ed aggiornamento nel settore oli e grassi
- partecipazione all'attività di normazione tecnica
- biblioteca